# Golden Resurrection
Golden Resurrection ist eine neoklassizistische Power-Metal-Band aus Schweden. Die Formation wurde durch den Sänger Christian Liljegren (u. a. Narnia) und Gitarrist Tommy ReinXeed gegründet.

## Diskografie
- 2010: Glory to My King
- 2011: Man with a Mission
- 2013: One Voice for the Kingdom